# Commune de Casablanca

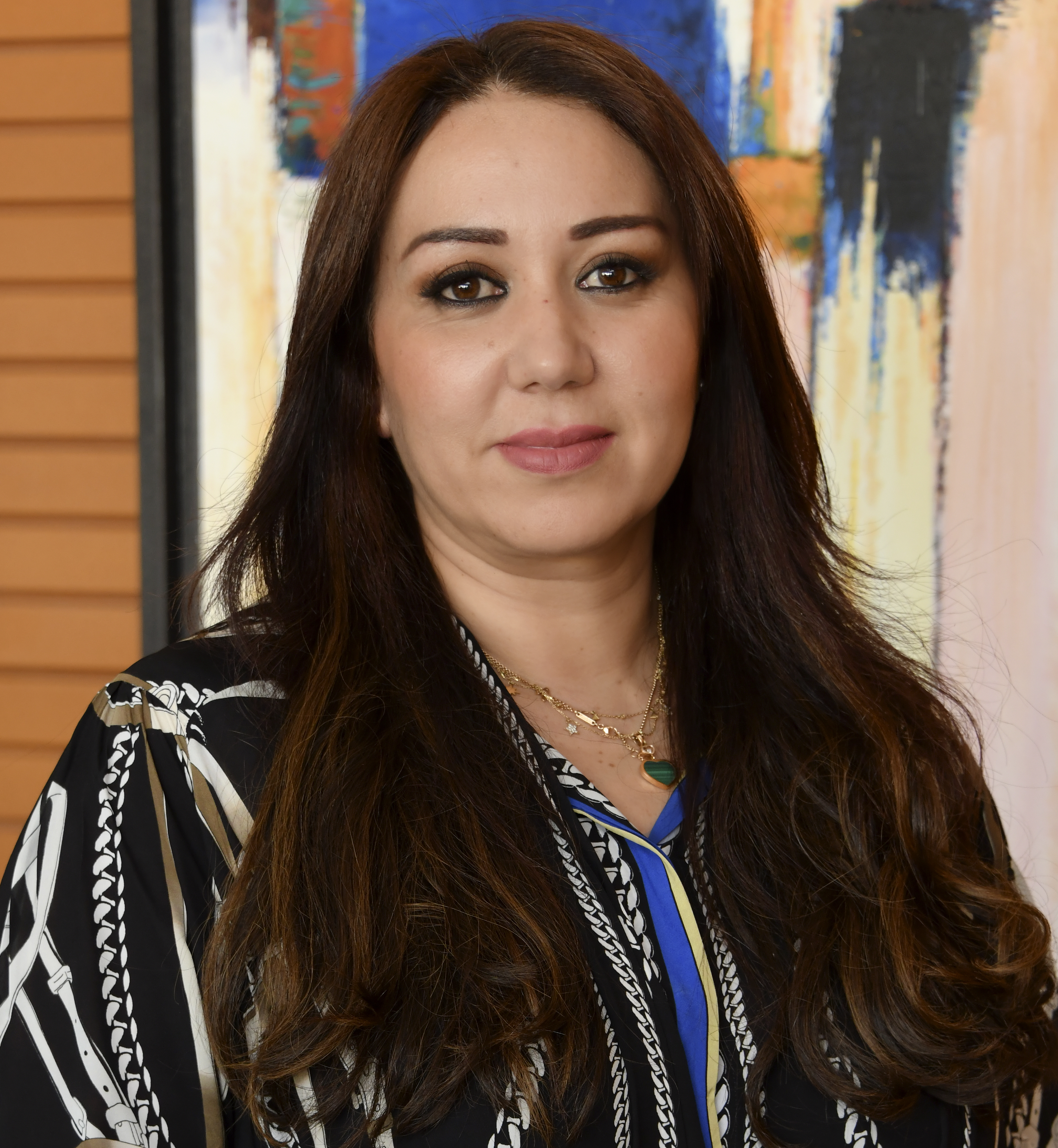
Nabila Rmili, maire de Casablanca depuis 2021.

La commune de Casablanca ou municipalité de Casablanca est la plus importante commune du Maroc. Elle inclut toute la ville de Casablanca, sauf le Méchouar. Son actuelle présidente est Nabila Rmili.

## Administration communale
La Commune de Casablanca dispose d'une administration dirigée par le président de la Commune.
Son siège est situé place Mohamed V, croisement de l’avenue Hassan-II et du boulevard Rachidi.
En 2022, les recettes de la Commune de Casablanca sont de 4,17 milliards de dirhamsEn 2022, Nabila Rmili affirme dans une interview que la ville compte 10 000 salariés et un taux d'encadrement faible de 14 % .

## Établissement de coopération intercommunal
La loi autorise les communes, si elles le souhaitent, s'unir pour gérer certaines activités ensemble, comme le transport public, l'eau et l'électricité, et le ramassage des déchets.
Casablanca fait partie de l'Établissement de coopération intercommunal (ECI) Al Baida. Cet établissement s'occupe du transport en commun pour le compte de 18 communes de la région dont Casablanca, Bouskoura, Mohammedia, Nouaceur, Médiouna, Dar Bouazza.
Chaque commune est représentée au sein de l'ECI Al Baida par son dirigeant.

## Sociétés de développement locales
Depuis quelques années, le ministère de l'Intérieur, via la direction des collectivités territoriales, encourage la formation de Sociétés de développement locales (SDL), qui sont censées pouvoir agir rapidement et avec efficacité sur des questions complexes et techniques. La commune urbaine de Casablanca est actionnaire de ces sociétés.
Le Maire de Casablanca siège toujours au conseil d'administration.
Certaines SDL ont réussi des missions que la commune aurait difficilement réalisé, comme le lancement du tramways. Cependant, elles font également l'objet de critiques. On leur reproche notamment des missions parfois floues et qui se superposent avec l'administration de la commune, ce qui entraîne la création d'une administration parallèle[réf. nécessaire].
| Nom                                   | Date de création | Directeur            | Conseil d'administration | Missions |
| ------------------------------------- | ---------------- | -------------------- | --- | --- |
| Casablanca Aménagement                | octobre 2008     | Driss Moulay Rachid  | Maire de Casablanca | "Réalisation de projets structurants hétéroclites" "Projets ambitieux et fédérateurs dédiés au développement culturel, sportif et touristique de la métropole"                |
| Casablanca Patrimoine[réf. souhaitée] | 2015             | Ahmed Taoufik Naciri | - Wali de la Région de Casablanca Settat - Représentants de l’État (Ministères de l’Intérieur et des Finances), des Collectivités locales (Région, Préfecture, Commune) - Grands opérateurs | Réhabilitation, la sauvegarde et la valorisation du patrimoine culturel, matériel, immatériel et naturel de la Région du Grand Casablanca.                                    |
| Casablanca Events & Animation         | 8 avril 2015     | Mohamed Jouahri      | - Maire de Casablanca - Wali de Casablanca - Président de la région de Casablanca-Settat.                                                                                                   | Elle est chargée de la gestion pour le compte des infrastructures culturelles et sportives. Elle assure la gestion du complexe sportif Mohamed-V et du complexe Al Amal (en). |
| Casablanca Transport                  | 2009             | Nabil Belabed        | - Maire de Casablanca - Wali de Casablanca - Président de la région Casablanca-Settat - Fouzi Lekjaa (Ministre du Budget) - Mohamed Rabi Khlie (Directeur de l'ONCF)                        | Réalise la première ligne du tramway. Chargée de la construction de plusieurs lignes de transport (Tramway, Busway et Bus) sur 80km. Chargée du plan de déplacement urbain.   |
| Casa Baia[réf. souhaitée]             | 2009             | Youssef Chakour      | - Maire de Casablanca - Un représentant de la Wilaya - Un représentant de CDG Développement                                                                                                 | Gestion des déchets, Propreté, Espaces Verts, Salubrité et Hygiène. |
| Casablanca Prestation                 | décembre 2014    | Mohamed El Maâroufi  | - Maire de Casablanca - Président de la Région - Secrétaire général de la Wilaya | Mise en place de la Police administrative communale. |

## Découpage administratif
La commune se divise en 8 préfectures d'arrondissements et 16 arrondissements.
| Arrondissements               | Préfecture                              | Superficie de la préfecture (km²) | Population de la préfecture en 2004 | Population de la préfecture en 2014 |
| ----------------------------- | --------------------------------------- | --------------------------------- | ----------------------------------- | ----------------------------------- |
| Arrondissement Aïn Chock      | Préfecture de Aïn Chock                 | 28,89                             | 253 496                             | 454 908                             |
| Arrondissement Aïn Sebaâ      | Préfecture de Aïn Sebaâ - Hay Mohammadi | 26,7                              | 407 892                             | 425 916                             |
| Arrondissement Hay Mohammadi  | Préfecture de Aïn Sebaâ - Hay Mohammadi | 26,7                              | 407 892                             | 425 916                             |
| Arrondissement Roches-Noires  | Préfecture de Aïn Sebaâ - Hay Mohammadi | 26,7                              | 407 892                             | 425 916                             |
| Arrondissement Anfa           | Préfecture de Casablanca-Anfa           | 37,5                              | 492 787                             | 468 542                             |
| Arrondissement Maârif         | Préfecture de Casablanca-Anfa           | 37,5                              | 492 787                             | 468 542                             |
| Arrondissement Sidi Belyout   | Préfecture de Casablanca-Anfa           | 37,5                              | 492 787                             | 468 542                             |
| Arrondissement Ben M'sick     | Préfecture de Ben M'sick                | 10,27                             | 285 879                             | 248 138                             |
| Arrondissement Sbata          | Préfecture de Ben M'sick                | 10,27                             | 285 879                             | 248 138                             |
| Arrondissement Sidi Bernoussi | Préfecture de Sidi Bernoussi-Zenata     | 38,59                             | 453 552                             | 627 968                             |
| Arrondissement Sidi Moumen    | Préfecture de Sidi Bernoussi-Zenata     | 38,59                             | 453 552                             | 627 968                             |
| Arrondissement Al Fida        | Préfecture de Al Fida - Mers Sultan     | 17,9                              | 332 682                             | 288 426                             |
| Arrondissement Mers Sultan    | Préfecture de Al Fida - Mers Sultan     | 17,9                              | 332 682                             | 288 426                             |
| Arrondissement Hay Hassani    | Préfecture de Hay Hassani               | 25,91                             | 323 277                             | 468 542                             |
| Arrondissement Moulay Rachid  | Préfecture de Moulay Rachid             | 13,38                             | 384 044                             | 465 531                             |
| Arrondissement Sidi Othmane   | Préfecture de Moulay Rachid             | 13,38                             | 384 044                             | 465 531                             |

### Conseil d'arrondissement
Le conseil d'arrondissement est composé par les élus du quartier.
Il se réunit obligatoirement 3 fois par an, au cours de la première semaine de janvier, juin, et septembre. Les séances du conseil sont publiques. Toute personne, a le droit de venir y assister.
Si la situation l'exige, le conseil d'arrondissement peut aussi être convoqué par :  
- Le président de l'arrondissement[8].
- 1/3 des élus du conseil [8].
- Le gouverneur[8].

### Président d'arrondissement
Le Président d'arrondissement :
- Dirige l'administration de l'arrondissement[8]
- Exécute le budget voté par le conseil d'arrondissement[8]
- Doit respecter les décisions votées par le conseil d'arrondissement[8]
- Répond aux questions des élus du conseil d'arrondissement[8]
- Gère la politique culturelle du quartier (bibliothèques locales, évènements musicaux, fresques murales)[8]
- Peut remonter des problèmes directement au président de la commune (maire de Casablanca) ou lui faire des suggestions précises pour son arrondissement[8]
- Peut recevoir certains pouvoirs du maire de Casablanca[8]
- S'appuie sur un directeur d'arrondissement, fonctionnaire choisi au sein de la commune de Casablanca[8].

| Ne pas confondre | Ne pas confondre | Ne pas confondre |
|                  | Arrondissement | Commune |
| ---------------- | --- | --- |
| Nombre           | 16 arrondissements | 1 commune |
| Leadership       | Président de l'arrondissement | Président de la Commune (Maire de Casablanca) |
| Conseil          | Le conseil d'arrondissement est composé uniquement des élus du quartier. Entre 15 et 20 personnes en général.                                                                       | Le conseil communal est composé d'élus de tous les quartiers de Casablanca. Environ 100 personnes.                                                                                  |
| Pouvoirs         | Limités | Importants |
| Se réunit        | Obligatoirement 3 fois par an, au cours de la première semaine de janvier, juin, et septembre Le conseil peut se réunir sur demande du Président d'arrondissement ou du gouverneur. | Obligatoirement 3 fois par an, au cours de la première semaine de février, de mai et de octobre. Le conseil peut également se réunir sur demande du Maire de Casablanca ou du Wali. |
| Les réunions     | Se déroulent au siège de l'arrondissement. Sont publiques. Toute personne a le droit d'y assister.                                                                                  | Se déroulent au siège de la commune ou de la wilaya. Sont publiques. Toute personne a le droit d'y assister.                                                                        |

### Les préfectures
Chaque arrondissement fait partie d'une préfecture, supervisée par un gouverneur. Par exemple, les arrondissements Anfa, Maarif et Sidi Belyout font partie de la préfecture de Casablanca-Anfa.
La ville compte 8 préfectures.

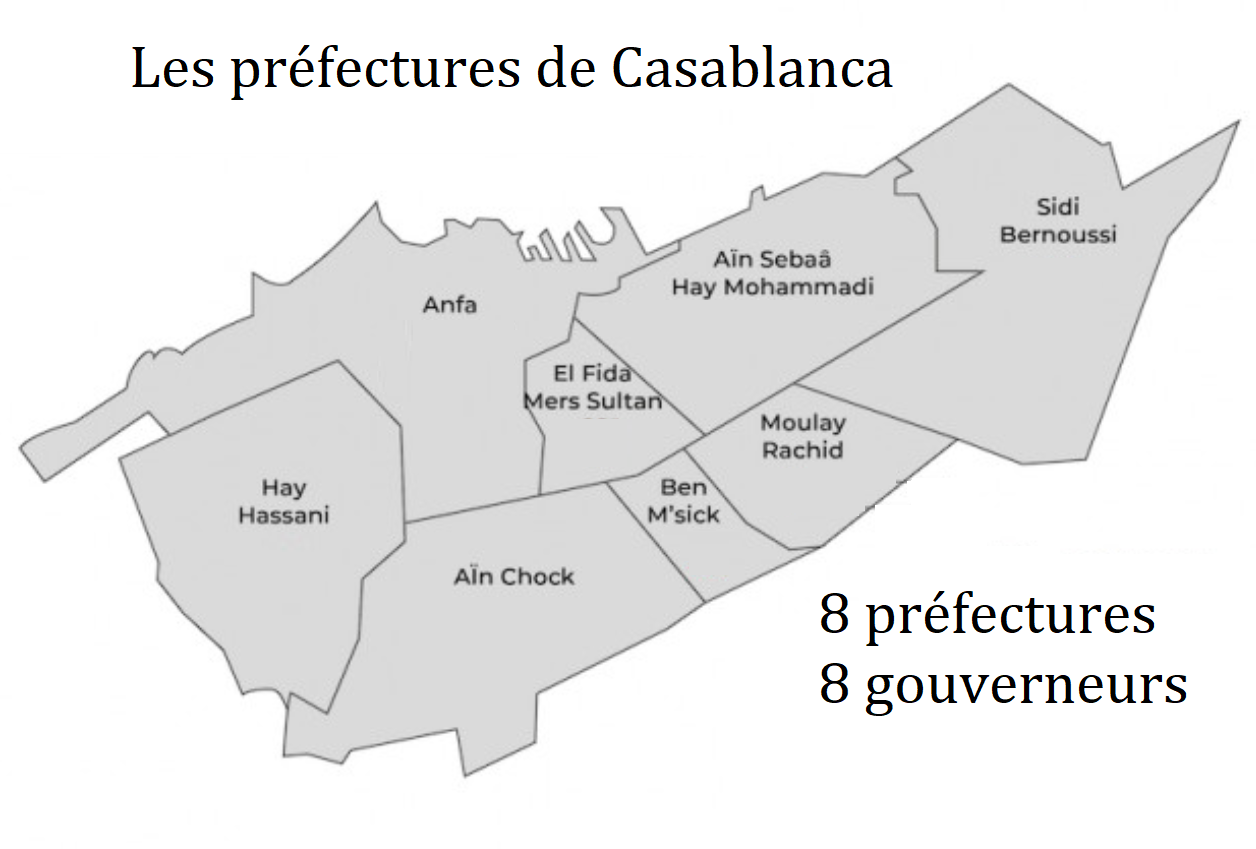
Les préfectures de Casablanca

Les principales missions des gouverneurs des préfectures sont :
- Diriger les préfectures et s'assurer du maintien des services publics ;
- Coordonner l'action générale des services de l’État;
- Remonter des informations auprès de sa hiérarchie;
- Informer les élus locaux de toute information qu'ils jugent utiles
- Contrôler le respect des procédures juridiques par les élus du conseil de l'arrondissement

## Critiques envers la gestion
La commune de Casablanca a été plusieurs fois critiquée pour sa mauvaise gestion,.

En 2016, selon un rapport de la Banque mondiale :  
La commune de Casablanca ne dispose pas des états financiers annuels des SDL. En plus, la commune n’établit pas de rapport détaillé sur la situation financière des SDL et ne dispose pas, notamment d’une analyse individuelle et consolidée des résultats des SDL pour les présenter aux sessions du conseil communal avec la documentation budgétaire. La commune de Casablanca ne dispose pas  de système de comptabilité patrimoniale. La division de gestion du patrimoine est composée uniquement de huit personnes. ll n’existe pas de service d’audit interne opérationnel à la commune de Casablanca.
Le rapport appelle à sérieusement renforcer la formation les capacités de gestion de la première ville du Maroc .
La maire de Casablanca Nabila Rmili estime que l'administration est sous-encadrée.

## Histoire
La liste complète des élus de quartiers est disponible sur le site elections.ma ou sur le site internet de la ville.

### Ère Mohamed Sajid (2003-2015)
En 2003, Mohamed Sajid est élu président de la commune (maire) de Casablanca.
L'année suivante, l'ensemble des communes qui constituaient la ville sont réunifiées et forment des arrondissements au sein de Casablanca. Mohamed Sajid est réélu le 29 juin 2009.
La gestion du conseil de la ville est vivement critiquée dans un discours royal en 2013 ,.
En 2015, le ministère de l'Intérieur envisage de diminuer le nombre d'élus de Casablanca de 147 à seulement 65, mais ne le fait pas,.
|  | Anciens présidents d'arrondissement (2007-2015)[réf. souhaitée] | Anciens présidents d'arrondissement (2007-2015)[réf. souhaitée] | Anciens présidents d'arrondissement (2007-2015)[réf. souhaitée] |
|  | Préfecture d’arrondissement                                     | Président                                                       | Parti politique                                                 |
|  | --------------------------------------------------------------- | --------------------------------------------------------------- | --------------------------------------------------------------- |
|  | Anfa                                                            | Yasmina Baddou                                                  | PI                                                              |
|  | Maarif                                                          | Ahmed Kadiri                                                    | PI                                                              |
|  | Sidi Belyout                                                    | Kamal Dissaoui                                                  | USFP                                                            |
|  | El Fida                                                         | Saïd Hasbane (Exclu)                                            | MP                                                              |
|  | Mers Sultan                                                     | Houssine Haddaoui                                               | UC                                                              |
|  | Aïn Sebaâ                                                       | Hassan Benomar                                                  | RNI                                                             |
|  | Hay Mohammadi                                                   | Abdelaziz Nacer                                                 | UC                                                              |
|  | Roches Noires                                                   | Abderrahim Outasse                                              | PJD                                                             |
|  | Hay Hassani                                                     | Najib Amor                                                      | PJD                                                             |
|  | Aïn Chock                                                       | Mohamed Chafik Benkirane                                        | RNI                                                             |
|  | Sidi Bernoussi                                                  | Mohamed Dahi                                                    | PAM                                                             |
|  | Sidi Moumen                                                     | Ahmed Brija                                                     | UC                                                              |
|  | Ben M'Sick                                                      | Mohamed Joudar                                                  | UC                                                              |
|  | Sbata                                                           | Hassan Aziz                                                     | RNI                                                             |
|  | Moulay Rachid                                                   | Mustapha Lhaya                                                  | PJD                                                             |
|  | Sidi Othmane                                                    | Mohammed Haddadi                                                | RNI                                                             |

### Ère El Omari (2015-2021)
Lors des élections communales du 4 septembre 2015, le Parti de la justice et du développement (PJD) obtient une majorité absolue.
Abdelaziz El Omari, ingénieur du PJD et ministre chargé des Relations avec le Parlement, est désigné comme nouveau maire de Casablanca,,.
|  | Présidents d'Arondissements (2015-2021) | Présidents d'Arondissements (2015-2021) | Présidents d'Arondissements (2015-2021) |
|  | Préfecture d’arrondissement             | Président                               | Parti politique                         |
|  | --------------------------------------- | --------------------------------------- | --------------------------------------- |
|  | Anfa                                    | Mohamed chebbak                         | RNI                                     |
|  | Maarif                                  | Abdessamad Hayker                       | PJD                                     |
|  | Sidi Belyout                            | Abdelhak Ennajihi                       | PJD                                     |
|  | El Fida                                 | Ramid El Fatimi                         | PJD                                     |
|  | Mers Sultan                             | Zakaria Benkirane                       | RNI                                     |
|  | Aïn Sebaâ                               | Hassan Benomar                          | RNI                                     |
|  | Hay Mohammadi                           | Rachid El Jakini                        | PJD                                     |
|  | Roches Noires                           | Nourredine Karbal                       | PJD                                     |
|  | Hay Hassani                             | Ahmed Joudar                            | PJD                                     |
|  | Aïn Chock                               | Abdelmalek Lakhili                      | PJD                                     |
|  | Sidi Bernoussi                          | Abdelkrim Houichri                      | PJD                                     |
|  | Sidi Moumen                             | Hassan Baroud                           | PJD                                     |
|  | Ben M'Sick                              | Mohamed Joudar                          | UC                                      |
|  | Sbata                                   | Said Kachani                            | PJD                                     |
|  | Moulay Rachid                           | Mostapha Lhaya                          | PJD                                     |
|  | Sidi Othmane                            | Mohamed Mait                            | RNI                                     |

### Depuis 2021
Depuis les élections de 2021, la maire de Casablanca est Nabila Rmili.
Afin de gérer la ville, elle s'appuie sur un bureau. Les membres du bureau peuvent se voir confier des missions spécifiques par le maire de Casablanca. Le bureau actuel est ainsi composé[réf. souhaitée] :
| Nabila Rmili         | Présidente de la Commune de Casablanca                                                   | RNI |
| Malika Mezzour       | 1re vice-présidente du Bureau. Membre du conseil municipal.                              | PAM |
| Houssine Nasrallah   | 2e vice-président du Bureau. Membre du conseil municipal.                                | PAM |
| Taoufik Kamil        | 3e vice-président du Bureau. Membre du conseil municipal. Il est l'époux de Nabila Rmili | RNI |
| Mohamed Joudar       | 4e vice-président. Membre du conseil municipal.                                          | PUC |
| Meriem Oulhane       | 5e vice-présidente. Membre du conseil municipal.                                         | PAM |
| Ahmed Afilal Idrissi | 6e vice-président. Membre du conseil municipal.                                          | PI  |
| Abderrahim Outass    | 7e vice-président. Membre du conseil municipal.                                          | RNI |
| Noufissa Ramhane     | 8e vice-présidente. Membre du conseil municipal.                                         | PAM |
| Abdellatif Naciri    | 9e vice-président. Membre du conseil municipal.                                          | RNI |
| Sanae Jaoui          | 10e vice-présidente. Membre du conseil municipal.                                        | RNI |